# Élections sénatoriales de 1998 en Eure-et-Loir
Les élections sénatoriales en Eure-et-Loir ont eu lieu le dimanche 27 septembre 1998. 
Elles ont eu pour but d'élire les sénateurs représentant le département au Sénat pour un mandat de neuf années.

## Contexte départemental
Lors des élections sénatoriales du 24 septembre 1989 en Eure-et-Loir, un sénateur RPR et un UDF-AD ont été élus, Martial Taugourdeau et Jean Grandon.
Depuis, tous les effectifs du collège électoral des grands électeurs ont été renouvelés, avec les élections législatives françaises de 1997, les élections régionales françaises de 1998, les élections cantonales de 1994 et 1998 et les élections municipales françaises de 1995.

## Sénateurs sortants
| Sénateur | Sénateur            | Parti | Fonctions lors de l'élection en 1989                                 |
| -------- | ------------------- | ----- | -------------------------------------------------------------------- |
|          | Jean Grandon        | UDF   | Conseiller général, maire de Senonches                               |
|          | Martial Taugourdeau | RPR   | Député, président du gonseil général, maire de Tremblay-les-Villages |

## Présentation des candidats
Les nouveaux représentants sont élus pour une législature de 9 ans au suffrage universel indirect par les 1180 grands électeurs du département. 
En Eure-et-Loir, les sénateurs sont élus au scrutin majoritaire à deux tours.
| Candidats | Candidats           | Parti | Principale fonction                                                            |
| --------- | ------------------- | ----- | ------------------------------------------------------------------------------ |
|           | Gisèle Quérité      | PCF   |                                                                                |
|           | Janine Tardiveau    | PCF   |                                                                                |
|           | Marise Chériot      | PS    | Adjointe au maire de Chartes                                                   |
|           | René Audouin        | PS    | Maire de Orgères-en-Beauce                                                     |
|           | Patrick Hoguet      | UDF   | Conseiller municipal de Nogent-le-Rotrou                                       |
|           | Maurice Dousset     | UDF   | Maire de Lutz-en-Dunois                                                        |
|           | Jean Grandon        | UDF   | Sénateur sortant, conseiller général, maire de Senonches                       |
|           | Michel Lethuillier  | RPR   | Conseiller général, maire de Cherisy                                           |
|           | Gérard Cornu        | RPR   | Conseiller général, maire de Fontenay-sur-Eure                                 |
|           | Martial Taugourdeau | RPR   | Sénateur sortant, président du conseil général, maire de Tremblay-les-Villages |
|           | Roger Biewesch      | FN    |                                                                                |

## Résultats
| Candidat et parti politique | Candidat et parti politique | Candidat et parti politique | Premier tour | Premier tour | Second tour | Second tour |
| Candidat et parti politique | Candidat et parti politique | Candidat et parti politique | Voix         | %            | Voix        | %           |
| --------------------------- | --------------------------- | --------------------------- | ------------ | ------------ | ----------- | ----------- |
|                             | Gérard Cornu                | RPR                         | 399          | 34,88        | 630         | 54,97       |
|                             | Martial Taugourdeau         | RPR                         | 302          | 26,40        | 601         | 52,44       |
|                             | Patrick Hoguet              | UDF                         | 280          | 24,48        | 345         | 30,10       |
|                             | Marise Chériot              | PS                          | 245          | 21,42        | 348         | 30,37       |
|                             | Maurice Dousset             | UDF                         | 221          | 19,32        | 25          | 2,18        |
|                             | Jean Grandon                | UDF                         | 209          | 18,27        | 13          | 1,13        |
|                             | René Audouin                | PS                          | 190          | 16,61        | Retrait     | Retrait     |
|                             | Michel Lethuillier          | RPR                         | 94           | 8,22         | Retrait     | Retrait     |
|                             | Roger Biewesch              | FN                          | 51           | 4,46         | 1           | 0,09        |
|                             | Gisèle Quérité              | PCF                         | 26           | 2,27         | Retrait     | Retrait     |
|                             | Janine Tardiveau            | PCF                         | 25           | 2,19         | Retrait     | Retrait     |
|                             |                             |                             |              |              |             |             |
| Inscrits                    | Inscrits                    | Inscrits                    | 1 180        | 100,00       | 1 180       | 100,00      |
| Abstentions                 | Abstentions                 | Abstentions                 | 15           | 1,27         | 20          | 1,69        |
| Votants                     | Votants                     | Votants                     | 1 165        | 98,73        | 1 160       | 99,31       |
| Blancs et nuls              | Blancs et nuls              | Blancs et nuls              | 21           | 1,80         | 14          | 1,21        |
| Exprimés                    | Exprimés                    | Exprimés                    | 1 144        | 98,20        | 1 146       | 98,79       |